# Associazione Sportiva Cittadella 2013-2014
Questa voce raccoglie le informazioni riguardanti l'Associazione Sportiva Cittadella nelle competizioni ufficiali della stagione 2013-2014.

## Stagione
Nella stagione 2013-2014 il Cittadella ha disputato l'ottavo campionato di Serie B della sua storia, con 47 punti ha ottenuto il diciassettesimo posto, evitando i Play-out, grazie al vantaggio vantato sul Varese negli scontri diretti, entrambe avevano 47 punti. Sono retrocesse Juve Stabia, Reggina, Padova e Novara che ha perso il Play-out con il Varese. La squadra granata sempre allenata da Claudio Foscarini centra un'altra salvezza con il batticuore, ha raccolto 21 punti nel girone di andata e 26 nel girone di ritorno. La vittoria decisiva arriva alla quint'ultima giornata (1-2) a Trapani, nelle ultime quattro gare non vince più, due sconfitte prime, e due pareggi poi, comunque decisivi per evitare lo spareggio salvezza. Nel secondo turno della Coppa Italia il Cittadella ha la meglio (1-0) sul Savona, nel terzo turno pesca l'Inter che la elimina con un secco (4-0) a San Siro.

## Divise e sponsor
Il fornitore ufficiale di materiale tecnico per la stagione 2013-2014 è stato Garman, mentre lo sponsor di maglia è stato Siderurgica Gabrielli.
| 1ª divisa | 2ª divisa | 3ª divisa |

## Organigramma societario
Area direttiva
- Presidente: Andrea Gabrielli
- Vice Presidente: Giancarlo Pavin
- Amministratore delegato: Mauro Michelini
- Direttore generale: Stefano Marchetti

Area sicurezza
- Responsabile impianti sportivi: Remo Poggiana
- Responsabile impianti tecnici: Silvio Bizzotto
- Responsabile sicurezza: Alessandro Bressa
- Responsabile videosorveglianza: Andrea De Rossi e Rudy Borin

Area organizzativa
- Segretario generale: Claudio Cappelletti
- Amministrazione: Maurizio Tonin e Daniele Ceccato
- Responsabile biglietteria: Gianfranco Cavallari
- Addetto al campo: Mariano Campagnaro e Angelo Sgarbossa

Area comunicazione e marketing
- Responsabile marketing: Federico Cerantola
- Addetto Stampa: Stefano Albertin

Area tecnica
- Allenatore: Claudio Foscarini
- Allenatore in seconda: Giulio Giacomin
- Preparatore atletico: Andrea Redigolo
- Preparatore dei portieri: Piero Gennari

Area sanitaria
- Responsabile sanitario: Ilario Candido
- Medico Sociale: Roberto Bordin

## Rosa
Rosa aggiornata al 24 agosto 2013.
| N. |                                 | Ruolo | Calciatore             |
| -- | ------------------------------- | ----- | ---------------------- |
| 1  | Italia (bandiera)               | P     | Andrea Pierobon        |
| 2  | Italia (bandiera)               | D     | Simone Pecorini        |
| 3  | Italia (bandiera)               | D     | Daniele Gasparetto     |
| 4  | Italia (bandiera)               | C     | Massimiliano Busellato |
| 5  | Italia (bandiera)               | D     | Michele Pellizzer      |
| 6  | Senegal (bandiera)              | D     | Mohamed Coly           |
| 7  | Italia (bandiera)               | C     | Nunzio Di Roberto      |
| 7  | Italia (bandiera)               | C     | Giammario Piscitella   |
| 8  | Italia (bandiera)               | C     | Giovanni La Camera     |
| 8  | Italia (bandiera)               | C     | Nicola Rigoni          |
| 9  | Italia (bandiera)               | A     | Mattia Montini         |
| 9  | Bosnia ed Erzegovina (bandiera) | A     | Milan Đurić            |
| 10 | Italia (bandiera)               | C     | Filippo Lora           |
| 11 | Italia (bandiera)               | C     | Mattia Minesso         |
| 11 | Uruguay (bandiera)              | A     | Juan Surraco           |
| 12 | Italia (bandiera)               | P     | Stefano Maggiotto      |
| 13 | Italia (bandiera)               | D     | Filippo Scaglia        |

| N. |                     | Ruolo | Calciatore          |
| -- | ------------------- | ----- | ------------------- |
| 14 | Italia (bandiera)   | A     | Nicolao Dumitru     |
| 15 | Paraguay (bandiera) | D     | Rodrigo Alborno     |
| 16 | Italia (bandiera)   | A     | Alfredo Donnarumma  |
| 17 | Italia (bandiera)   | D     | Patrick Antonello   |
| 18 | Italia (bandiera)   | D     | Luca Dalla Costa    |
| 19 | Uruguay (bandiera)  | D     | Cristian Sosa       |
| 19 | Brasile (bandiera)  | D     | Paulo Azzi          |
| 20 | Italia (bandiera)   | D     | Davide Campello     |
| 21 | Italia (bandiera)   | A     | Leonardo Perez      |
| 22 | Italia (bandiera)   | P     | Raffaele Di Gennaro |
| 23 | Italia (bandiera)   | C     | Andrea Paolucci     |
| 24 | Italia (bandiera)   | D     | Antonio Marino      |
| 25 | Italia (bandiera)   | D     | Manuel Rizzon       |
| 26 | Italia (bandiera)   | D     | Alessandro De Leidi |
| 28 | Italia (bandiera)   | C     | Daniele Di Donato   |
| 32 | Italia (bandiera)   | D     | William Jidayi      |

## Risultati

### Serie B

#### Girone di andata
| La Spezia 24 agosto 2013, ore 20:30 CEST 1ª giornata | Spezia              | 0 – 0 referto | Cittadella | Stadio Alberto Picco (6 086 spett.)\| Arbitro: \| Di Paolo (Avezzano) \| |
| Arbitro:                                             | Di Paolo (Avezzano) |               |            |                                                                          |

| Arbitro: | Bruno (Torino) |

|                                     |           |                            |
| Di Roberto 75’ (rig.) Pellizzer 78’ | Marcatori | 65’ Alfageme 90’ Antenucci |

| Arbitro: | Saia (Palermo) |

|                           |           |  |
| Signori 27’ Mazzarani 76’ | Marcatori |  |

| Cittadella 14 settembre 2013, ore 15:00 CEST 4ª giornata | Cittadella       | 0 – 0 referto | Latina | Stadio Piercesare Tombolato (1 866 spett.)\| Arbitro: \| Maresca (Napoli) \| |
| Arbitro:                                                 | Maresca (Napoli) |               |        |                                                                              |

| Arbitro: | Candussio (Cervignano del Friuli) |

|  |           |                      |
|  | Marcatori | 33’ Lanzaro 57’ Sowe |

| Arbitro: | Aureliano (Bologna) |

|                           |           |                                |
| Iemmello 38’ González 42’ | Marcatori | 23’ Pecorini 55’ A. Donnarumma |

| Arbitro: | Di Bello (Brindisi) |

|                   |           |  |
| A. Donnarumma 75’ | Marcatori |  |

| Arbitro: | Pasqua (Tivoli) |

|  |           |             |
|  | Marcatori | 73’ Alborno |

| Arbitro: | Nasca (Bari) |

|                      |           |  |
| Coralli 45+2’ (rig.) | Marcatori |  |

| Arbitro: | La Penna (Roma) |

|                                                                       |           |             |
| Di Gennaro 24’ (aut.) Benali 38’ And. Caracciolo 52’ Juan Antonio 81’ | Marcatori | 66’ Dumitru |

| Arbitro: | Saia (Palermo) |

|             |           |                    |
| Coralli 90’ | Marcatori | 29’, 61’ Galabinov |

| Arbitro: | Ghersini (Genova) |

|               |           |                  |
| Giannetti 62’ | Marcatori | 90+1’ Di Roberto |

| Arbitro: | Gavillucci (Latina) |

|  |           |            |
|  | Marcatori | 11’ Ragusa |

| Arbitro: | Aureliano (Bologna) |

|                         |           |                   |
| Volta 10’ Camporese 47’ | Marcatori | 4’ Coly 85’ Perez |

| Cittadella 23 novembre 2013, ore 15:00 CET 15ª giornata | Cittadella          | 0 – 0 referto | Reggina | Stadio Piercesare Tombolato (1 842 spett.)\| Arbitro: \| Di Paolo (Avezzano) \| |
| Arbitro:                                                | Di Paolo (Avezzano) |               |         |                                                                                 |

| Arbitro: | La Penna (Roma) |

|                             |           |            |
| Pavoletti 17’ Cristiano 34’ | Marcatori | 9’ Coralli |

| Arbitro: | Manganiello (Pinerolo) |

|                            |           |                            |
| Di Roberto 65’, 81’ (rig.) | Marcatori | 26’ Rizzato 68’ M. Mancosu |

| Arbitro: | Ostinelli (Como) |

|                              |           |                       |
| Muñoz 23’, 26’ Hernández 82’ | Marcatori | 44’ (aut.) Anđelković |

| Arbitro: | Baracani (Firenze) |

|             |           |               |
| Perez 90+6’ | Marcatori | 63’ Calderoni |

| Arbitro: | Cervellera (Taranto) |

|  |           |             |
|  | Marcatori | 13’ Coralli |

| Arbitro: | Fabbri (Ravenna) |

|                       |           |                           |
| Di Roberto 87’ (rig.) | Marcatori | 31’ Plasmati 90+3’ Troest |

#### Girone di ritorno
| Arbitro: | Saia (Palermo) |

|               |           |                               |
| Busellato 32’ | Marcatori | 64’ N. Ferrari 89’ Ceccarelli |

| Arbitro: | La Penna (Roma) |

|                           |           |           |
| Litteri 19’ Antenucci 40’ | Marcatori | 66’ Perez |

| Arbitro: | Bruno (Torino) |

|  |           |                        |
|  | Marcatori | 90+5’ (rig.) Mazzarani |

| Arbitro: | Minelli (Varese) |

|              |           |  |
| Jonathas 18’ | Marcatori |  |

| Arbitro: | Baracani (Firenze) |

|          |           |                |
| Sowe 59’ | Marcatori | 79’ F. Scaglia |

| Arbitro: | Mariani (Aprilia) |

|                                |           |                                  |
| Coralli 72’ (rig.) Surraco 90’ | Marcatori | 77’ (rig.), 79’ (rig.) Sansovini |

| Arbitro: | Pasqua (Tivoli) |

|                       |           |  |
| Giannone 2’ Ishak 80’ | Marcatori |  |

| Arbitro: | Roca (Foggia) |

|             |           |  |
| Surraco 53’ | Marcatori |  |

| Arbitro: | Di Bello (Brindisi) |

|  |           |                                                           |
|  | Marcatori | 42’ Pellizzer 51’ Azzi 57’ (rig.) Perez 89’ A. Donnarumma |

| Arbitro: | Ghersini (Genova) |

|  |           |              |
|  | Marcatori | 69’ Zambelli |

| Arbitro: | Pairetto (Nichelino) |

|                 |           |  |
| L. Castaldo 64’ | Marcatori |  |

| Arbitro: | Pinzani (Empoli) |

|             |           |  |
| Coralli 76’ | Marcatori |  |

| Arbitro: | Saia (Palermo) |

|             |           |               |
| Caprari 33’ | Marcatori | 63’ N. Rigoni |

| Arbitro: | Abbattista (Molfetta) |

|             |           |  |
| Coralli 56’ | Marcatori |  |

| Arbitro: | Nasca (Bari) |

|  |           |                        |
|  | Marcatori | 79’ (aut.) Bochniewicz |

| Arbitro: | Cervellera (Taranto) |

|                                                     |           |               |
| Đurić 11’, 75’ Alborno 30’ Paolucci 51’ Coralli 57’ | Marcatori | 16’ Pavoletti |

| Arbitro: | Candussio (Cervignano) |

|                  |           |                         |
| Basso 12’ (rig.) | Marcatori | 28’ Djuric 56’ Paolucci |

| Arbitro: | La Penna (Roma) |

|  |           |                          |
|  | Marcatori | 57’ Pisano 90’ Hernández |

| Arbitro: | Fabbri (Ravenna) |

|          |           |  |
| Lugo 80’ | Marcatori |  |

| Arbitro: | Roca (Foggia) |

|                              |           |                      |
| Coralli 39’ (rig.) Đurić 43’ | Marcatori | 17’ Verdi 22’ Tavano |

| Lanciano 31 maggio 2014, ore 20:30 CEST 42ª giornata | Virtus Lanciano    | 0 – 0 referto | Cittadella | Stadio Guido Biondi\| Arbitro: \| Baracani (Firenze) \| |
| Arbitro:                                             | Baracani (Firenze) |               |            |                                                         |

### Coppa Italia

#### Turni preliminari
| Arbitro: | Pinzani (Empoli) |

|                       |           |  |
| Di Roberto 34’ (rig.) | Marcatori |  |

| Arbitro: | Irrati (Pistoia) |

|                                                    |           |  |
| Jonathan 18’ Palacio 30’ (rig.), 57’ Ranocchia 63’ | Marcatori |  |

## Giovanili

### Organigramma
Area direttiva
- Responsabile: : Lucio Fasolato
- Coordinatore tecnico: Alberto Toso

Primavera
- Allenatore: Luigi Capuzzo

### Piazzamenti
- Primavera:
  - Campionato: 14º classificato nel Girone B.